# 布萊斯維爾
布萊斯維爾（英語：Blytheville）是一個位於美國阿肯色州密西西比縣的城市。根據2020年美國人口普查，該地人口為13406人，而該地的面積約為53.87平方千米。該地與奧西歐拉同為密西西比縣的縣治。

## 地理
布萊斯維爾的座標為35°55′51″N 89°54′50″W / 35.93083°N 89.91389°W，而該地的平均海拔高度為78米（即256英尺）。